# مات شيري
مات شيري (بالإنجليزية: Matt Sherry)‏ هو لاعب كرة قدم أمريكية أمريكي، ولد في 11 ديسمبر 1984.

## وصلات خارجية
- مات شيري على موقع مرجع كرة القدم المحترفة.كوم (الإنجليزية)